# Cesare Fani
Cesare Fani (Perugia, 5 febbraio 1844 – Palermo, 5 febbraio 1914) è stato un politico italiano, patriota, avvocato di fama nazionale, 3 volte Sottosegretario all'allora Ministero di Grazia, Giustizia e dei Culti e successivamente Ministro nello stesso Dicastero (1910-1911) nel Governo Luzzatti, nonché Vicepresidente della Camera dei deputati.

## Biografia
Partecipò quindicenne alla difesa di Perugia del 20 giugno 1859 contro le truppe pontificie di mercenari svizzeri comandati dal Colonnello Anton Maria Schmidt. Appena laureatosi a pieni voti nel 1866, scappò di casa per unirsi volontario a Garibaldi nella spedizione trentina e nuovamente volontario nel 1867 a Mentana, guadagnandosi promozioni sul campo.
Dopo aver svolto pratica forense a Napoli presso lo studio del penalista Enrico Pessina, rientrò a Perugia dove aprì uno studio legale ed esercitò la professione forense (salvo chiudere lo studio nei periodi in cui era al Governo nazionale), guadagnandosi presto fama nazionale ed incarichi pubblici e privati in tutta Italia.
A Perugia ricoprì numerosissime cariche locali, tra cui quella di professore supplente di Diritto e Procedura Penale all'Università, presidente dell'Accademia Letteraria della Minerva, presidente dell'Accademia dei Filedoni, presidente dell'Educatorio Femminile Sant'Anna, socio ordinario della Deputazione Storia Patria per l'Umbria. Fu, inoltre, più volte consigliere ed assessore del Comune nonché consigliere provinciale dell'Umbria, presidente del Partito Liberale Monarchico di Perugia, presidente prima del Consiglio di Disciplina dei Procuratori e poi dell'Ordine degli Avvocati di Perugia.
Fu esponente dell'area liberale e massimo suo rappresentante in Umbria, deputato incontrastato del II° Collegio di Perugia per 28 anni consecutivi dal 1886 fino alla morte, facendosi portavoce incessante dei problemi che gravavano sulla sua regione. Chiese l'istituzione dell'Istituto Agrario (divenuto poi Facoltà di Agraria dell'Università degli Studi di Perugia), del policlinico e del tram elettrico a Perugia (insieme con l'allora Prefetto di Perugia Tommaso Tittoni). A lui si deve anche l'istituzione dell'ONAOSI, la Ferrovia Centrale Umbra e, insieme al collega on. Guido Pompilj, l'opera di bonifica del lago Trasimeno.
Viene ricordato inoltre per i suoi interventi parlamentari e studi in materia di laicità dello Stato, insegnamento religioso nelle scuole elementari, cooperativismo, previdenza sociale, tutela degli orfani, lotta contro l'alcoolismo,
Alla Camera dei Deputati fu più volte membro e poi vicepresidente Giunta delle elezioni e relatore del bilancio del Ministero di Giustizia. Nei Governi di Rudinì III, IV e V, fu sottosegretario all'allora dicastero di "Grazia e Giustizia e dei Culti" con i ministri Gianturco, Zanardelli e Bonacci. È stato anche segretario della "Commissione dei Sette" (1893) che indagò sullo scandalo della Banca Romana nel 1893 e nell'ambito della quale dovette sottoporre ad interrogatorio Francesco Crispi, nonché presidente della "Commissione dei Cinque" (1907) che riferì sulle accuse di peculato contro l'ex Ministro Nunzio Nasi. Entrambe queste commissioni ebbero grande rilievo sulla stampa dell'epoca.
Con il Governo Luzzatti divenne Ministro di grazia e giustizia e, successivamente, vicepresidente della Camera dei Deputati (1912-1913). Da Ministro, portò a compimento i disegni di legge per la sistemazione del Casellario centrale giudiziario e degli Uffici della statistica giudiziaria e notarile, per l'ordinamento della carriera degli uscieri presso gli Uffici giudiziari, per gli ufficiali giudiziari, per l'amministrazione e la conservazione del Palazzo di Giustizia in Roma, per il personale degli Economati generali dei benefici vacanti, per il personale del Fondo per il culto, per il riordinamento delle Cancellerie e delle Segreteria giudiziarie. Aveva anche predisposto un nuovo Codice di procedura penale; il Presidente del Consiglio dei Ministri ne rinviò però la presentazione, sicché il Codice fu presentato poco dopo dal guardasigilli successivo.
Morì improvvisamente il 5 febbraio 1914 a Palermo, dove aveva appena discusso una causa davanti alla Corte di Cassazione siciliana. Furono allestite camere ardenti a Palermo, a Roma e a Perugia, dove una folla di 40 000 persone accolse il rientro della salma e partecipò al lutto cittadino; nell'occasione un operatore lombardo, con i mezzi del tempo, riprese parte delle esequie realizzando quello che ad oggi risulta il filmato più antico della storia perugina.
A lui sono dedicate strade nel centro storico di Perugia (con targa marmorea sul palazzo di famiglia nella parallela via Mazzini), a Roma ed a Bastia Umbra.
Fece costruire alle porte di Perugia un grazioso villino, realizzato dal Calderini, decorato esternamente con terrecotte festose delle Fornaci Biscarini e, internamente, con dipinti del Bruschi, del Brugnoli e del Tassi; e che ha visto suoi ospiti Presidenti del Consiglio e Ministri del Governo (tra cui Zanardelli, Luzzatti, Orlando, Sonnino, Finali, Gallo, Di Rudinì, Salandra, Ciuffelli, Gianturco, Facta, Bodio, Fortis, Pompili e Tittoni), luminari (tra cui Croce e Lombroso) e letterati (tra cui Carducci, Pascarella, Bonacci Brunamonti ed Aganoor).
Sempre delle Fornaci Biscarini e di Raffaele Angeletti e con decorazioni interne del Bruschi, la Cappella che fece costruire al Cimitero Monumentale di Perugia.

## Famiglia e discendenza
Cesare Augusto Fani, figlio di Angelo (1808-1871), direttore del Sacro Monte di Pietà di Perugia, e di Eugenia Angelini (1810-1890). sposò in prime nozze nel 1872 Annetta Rotondi (1851-1881), figlia del notaio Domenico, da cui Camillo Fani (morto in fasce) e Angelo Fani (1873-1943), avvocato, pubblicista, libero docente in diritto costituzionale, consigliere ed assessore di Perugia, presidente dell'Ordine degli Avvocati di Tripoli, sposato con Emilie Macciò di Genova.
Rimasto vedovo, si sposò nuovamente nel 1887 con Iginia Rossi (1856-1895), figlia dell'industriale fiorentino Cesare (1813-1870) e di Eraclea Foschi (1826-1909), parente stretta dell'arcivescovo Federico Foschi (segretario prima e poi successore nella diocesi di Perugia di Giocchino Pecci, elevato al soglio pontificio), da cui:
a) Annetta Fani (1888-1921), sposata con l'ing. Paolo Bensa (1875-1963) di Genova, figlio dell'insigne giurista prof. avv. Enrico Bensa (1848-1931);
b) Amedeo Fani (1891-1974), anche lui avvocato, M.A.V.M., pubblicista, deputato (1925-43), sottosegretario agli Affari Esteri (1929-32) con il ministro Grandi, questore della Camera dei Deputati (1934-43) e presidente dell'Ordine degli Avvocati di Perugia, sposato con Elvira Biancardi di Mantova.
La sorella minore di Cesare, Guglielmina Fani (1847-1915), sposò il conte Sperello Montesperelli (1846-1915), consigliere di Perugia.